# Regius Professor of Economics (London)

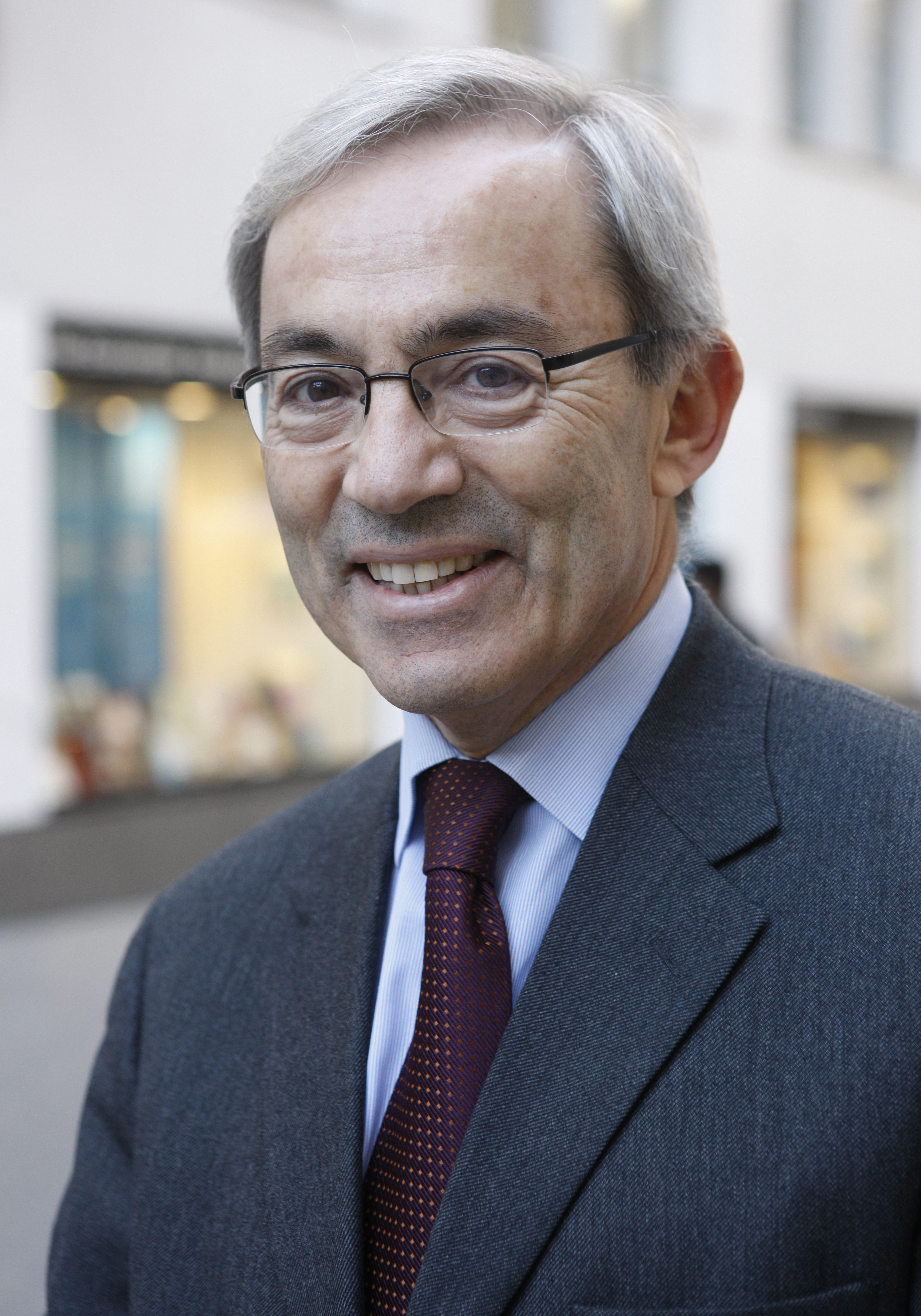
Christopher Pissarides, erster Regius Professor of Economics

Der Regius Professor of Economics ist eine 2013 anlässlich des 60. Thronjubiläums von Königin Elizabeth II. eingerichtete Regius Professur für Wirtschaftswissenschaften an der London School of Economics and Political Science (LSE). Zusammen mit dieser Professur wurden elf weitere Regius Professuren gestiftet.

## Geschichte der Professur

### Stiftung der Professur
2013 wurden Pläne bekannt, für jedes Jahrzehnt der Regentschaft von Elisabeth II. eine Regius-Professur zu unterstützen. Die eingereichten Vorschläge waren für das Beratungsgremium unter der Leitung von Graeme Davies und die Queen so überzeugend, dass schließlich doppelt so viele, nämlich zwölf Professuren benannt wurden, darunter eine Professur an der London School of Economics. In den 100 Jahren vor dieser Stiftung war außer einer Stiftung im Jahr 2009 anlässlich des 200. Geburtstags von Charles Darwin keine Regius Professur mehr gegründet worden. Die letzte erfolgte noch durch Queen Victoria. Die Gründe für die Wahl wurden nicht offengelegt. Gemeinhin wird aber das hohe akademische Niveau als wesentlicher Faktor bezeichnet. So benennt die Stiftungsurkunde der gleichzeitig gestifteten Regius Professur für Mathematik an der University of Warwick in recognition of outstanding teaching and research, ohne auf die Bewertung einzugehen.

## Inhaber
| Name                             | Namenszusatz | von  | bis | Anmerkung |
| -------------------------------- | ------------ | ---- | --- | --- |
| Christoforos Antoniou Pissarides | Ph.D.        | 2013 |     | Der erste Regius Professor für Wirtschaftswissenschaften war schon 2010 mit dem Nobelpreis ausgezeichnet worden. Von 1974 bis 76 hatte Pissarides an der University of Southampton gelehrt, wechselte dann 1976 an die LSE und arbeitete sich durch die akademischen Ränge, bis er 1986 zum Professor ernannt wurde. Dieser Lehrstuhl hieß ab 2006 Norman Sosnow Professor of Economics. Die Arbeiten des auf Zypern geborenen Pissarides befassten sich mit Arbeitsmärkten, Makroökonomie, Strukturveränderungen und Wirtschaftswachstum. |